# Condizione sospensiva
La condizione sospensiva, nel diritto italiano, si ha quando gli effetti del negozio giuridico ad essa sottoposto non si producono immediatamente, ma solo qualora la condizione espressa si avveri.
Dalla condizione sospensiva si distingue la condizione risolutiva, che invece si ha quando la produzione degli effetti che il negozio ha già prodotto cessa con il verificarsi dell'evento dedotto nella condizione.
Pertanto la condizione, ovvero avvenimento naturale o causato dall'uomo, è quella parte del contratto, o negozio giuridico, cosiddetta "futura o incerta" (v. art. 1353 c.c.).
Il contratto è nullo al momento in cui queste condizioni, sospensive o risolutive, sono "contrarie a norme imperative, all'ordine pubblico, o al buon costume", ove il "buon costume" è il complesso di princìpi di etica sociale e morale, vigente in un determinato periodo storico, in un dato gruppo sociale o comunità, mentre l'ordine pubblico è l'insieme di princìpi ordinamentali di cosiddetta "natura cogente" sui quali si fonda l'ordinamento statale. L'ordine pubblico opera come limite alla ricezione dei valori giruidici stranieri, come norme, sentenze, private convenzioni, non compatibili con i "princìpi fondamentali", soprattutto se di valore costituzionale, del nostro ordinamento giuridico.